# Who Was the Other Man?
Who Was the Other Man? è un film muto del 1917 diretto da Francis Ford. Prodotto e distribuito dalla Universal Film Manufacturing Company, aveva come interpreti lo stesso regista Francis Ford, Duke Worne, William T. Horne, Beatrice Van, Mae Gaston.

## Trama
Agente della Legione Nera, Ludwig Schumann sta aspettando nella hall di un albergo l'arrivo del suo contatto, un membro dell'organizzazione che deve passargli delle informazioni, quando è affascinato da una bella ragazza, Marion Washburn, figlia di un senatore texano. Mentre sta per parlare con lei, Schumann vede con estrema meraviglia giungere un uomo che in tutto e per tutto è simile a lui. Il contatto arriva ma, vedendo James Walbert, il sosia di Schumann, lo scambia per lui e gli consegna la foto di una donna, Wanda Bartell, un'altra spia che Schumann dovrebbe incontrare a bordo di un piroscafo in partenza. L'americano, comprendendo che sono in gioco le sorti del suo paese, decide di prendere in mano la situazione: sopraffatto il vero Schumann, si precipita al molo e s'imbarca. A bordo trova la Bartell, ma anche Marion Washburn in compagnia del suo fidanzato, Herbert Cornell, un damerino di Washington che cerca di rendersi utile alla patria portando con sé dei piani segreti a New York. Appena sbarcati, Wanda e il falso Schumann vanno a fare rapporto al quartiere generale della Legione Nera. Lì, vengono incaricati di recuperare i piani di Cornell. Wanda, per riuscire a trafugare i documenti, droga Cornell ma Walbert interviene e porta via le carte. Quindi torna al quartiere generale dell'organizzazione deciso a distruggerla. Ma, quando vi arriva, rivede il vero Schumann che lo smaschera. Solo contro tutti, Walbert sta per avere la peggio, quando a salvarlo sopraggiunge la polizia, messa in allarme da Marion.

## Produzione
Il film fu prodotto dalla Universal Film Manufacturing Company (sotto la dizione A Butterfly Picture), con il titolo di lavorazione The Greater Sacrifice.

## Distribuzione
Il copyright del film, richiesto dalla Universal, fu registrato il 24 agosto 1917 con il numero LP11310.

Distribuito dalla Universal Film Manufacturing Company, il film uscì nelle sale statunitensi il 3 settembre 1917.
Non si conoscono copie ancora esistenti della pellicola che viene considerata presumibilmente perduta.